# باكامبيسيلين
باكامبيسيلين هو طليعة دواء من الأمبيسيلين وهو غير فعال ميكروبيولوجيا. يتم امتصاصه بعد تناوله عن طريق الفم.
خلال الامتصاص من الجهاز الهضمي، يتم اماهة الباكامبيسيلين بواسطة الesterases الموجودة في جدار الأمعاء. عندها يصبح فعال ميكروبيولوجيا مثل الأمبيسلين، ويمارس فعله عن طريق تثبيط الاصطناع الحيوي لل mucopeptides لجدار الخلية. فهو يستخدم لعلاج التهاب الجهاز التنفسي العلوي والسفلي؛ الجلد والأنسجة الرخوة، المسالك البولية والتهاب الإحليل السيلاني الحاد غير المعقد.

## التخليق
المضادات الحيوية شبه الاصطناعية ذات الصلة بالبنسلين.

تخليق الباكامبيسيلين:

## الآثار الجانبية
- حوادث تحسسية (ضيق في التنفس؛ تضيق في الحلق؛ تورم في الشفتين والوجه، أو اللسان، طفح جلدي، أو إغماء.
- إسهال مائي حاد وتقلصات في البطن.
- طفح جلدي غير عادي أو كدمات.

قد تحدث آثار جانبية أقل خطرا بشكل أكبر
- الغثيان والقيء والإسهال، أو آلام في البطن؛
- بقع بيضاء على اللسان (مرض القلاع).
- حكة أو إفرازات من المهبل.
- قرحة الفم أو اللسان.[8]

## الجرعات
- الجرعة المعتادة للبالغين لعدوى الجهاز التنفسي العلوي:

400-800 ملغ فمويا كل 12 ساعة لمدة 7 إلى 10 أيام، وهذا يتوقف على طبيعة وشدة الإصابة.
- الجرعة المعتادة للبالغين لالعدوى بالمكورات البنية - غير معقدة:

بالبروبنيسيد 1.6 غرام شفويا زائد 1 غرام في جرعة واحدة.
- الجرعة المعتادة للبالغين لالتهاب الأذن الوسطى:

400-800 ملغ فمويا كل 12 ساعة لمدة 10 إلى 14 يوما، وهذا يتوقف على طبيعة وشدة الإصابة.
- الجرعة المعتادة للبالغين لالتهاب المثانة:

400 ملغ فمويا كل 12 ساعة لمدة 3 إلى 7 أيام، وهذا يتوقف على طبيعة وشدة الإصابة.
- الجرعة المعتادة للبالغين من أجل الالتهاب الرئوي:

800 ملغ فمويا كل 12 ساعة. وينبغي أن يستمر العلاج لمدة 7 أيام إذا الالتهاب الرئوي الالتهاب الرئوي ويشتبه أو تصل إلى 21 يوما في حالة الكائنات الحية الأخرى هي المسؤولة.
- الجرعة المعتادة للبالغين للبشرة اللينة أو عدوى الأنسجة:

400-800 ملغ فمويا كل 12 ساعة لمدة 7 إلى 10 أيام أو لمدة 3 أيام بعد يحل التهاب حاد، وهذا يتوقف على طبيعة وشدة الإصابة.
- في طب الأطفال الجرعة المعتادة للعدوى الجلدية والتركيبة:

أطفال> 25 كغم: 25 ملغ / كغ / يوم 2 في جرعات مقسمة بالتساوي على فترات مدة 12 ساعة.
- طب الأطفال الجرعة المعتادة لمرض الالتهاب الرئوي:

أطفال> 25 كغم: 50 مغ / كغ / يوم 2 في جرعات
مقسمة بالتساوي على فترات مدة 12 ساعة.